# Due volte nella vita (film 1985)
Due volte nella vita (Twice in a Lifetime) è un film drammatico del 1985 diretto da Bud Yorkin e interpretato da Gene Hackman, che quattro anni dopo la commedia Tutta una notte torna a interpretare il ruolo di un uomo in crisi che lascia la famiglia.
In Italia è stato trasmesso in TV con il titolo Due donne nella vita.

## Trama
Seattle, anni 80. Durante una bevuta al pub per festeggiare con i colleghi della fonderia il suo compleanno, il cinquantenne Harry, sposato da più di vent'anni con Kate e nonno di due nipotini, rimane affascinato dalla bella vedova Audrey, che lavora dietro al bancone. Seppure risolutamente osteggiato soprattutto dalla primogenita Sunny, Harry non si fa sfuggire questa seconda opportunità di felicità. Kate, col tempo, riesce a superare il trauma dell'abbandono e a ritornare al suo lavoro di sciampista. Al matrimonio della secondogenita Helen i due ex coniugi si rincontrano, ma ormai è chiaro che ognuno continuerà per la propria strada.

## Colonna sonora
Paul McCartney ha composto ed eseguito la canzone Twice In A Lifetime, che fa da colonna sonora al film.

## Riconoscimenti
- 1986 - Premio Oscar
  - Candidatura Miglior attrice non protagonista a Amy Madigan